# دانييل أولبريشكي
دانييل أولبريشكي (بالبولندية: Daniel Olbrychski)‏ هو ممثل بولندي، ولد في 27 فبراير 1945 في بولندا. من الجوائز التي نالها وسام ترتيب الصداقة بين الشعوب وميدالية الاستحقاق للثقافة ‏.

## أعمال

### أفلام
- (1979) طبل الصفيح
- (1984) حركات خطرة
- (1986) روزا لوكسمبورغ
- (2001) المشعوذ
- (2010) سولت
- (2016) ماري كوري[6][7]

### مسلسلات
- المشعوذ

## جوائز
- وسام ترتيب الصداقة بين الشعوب
- ميدالية الاستحقاق للثقافة [الإنجليزية]‏

## وصلات خارجية
- دانييل أولبريشكي على موقع IMDb (الإنجليزية)
- دانييل أولبريشكي على موقع روتن توميتوز (الإنجليزية)
- دانييل أولبريشكي على موقع قاعدة بيانات الأفلام العربية
- دانييل أولبريشكي على موقع ألو سيني (الفرنسية)
- دانييل أولبريشكي على موقع ميوزك برينز (الإنجليزية)
- دانييل أولبريشكي على موقع أول موفي (الإنجليزية)
- دانييل أولبريشكي على موقع قاعدة بيانات الأفلام السويدية (السويدية)
- دانييل أولبريشكي على موقع ديسكوغز (الإنجليزية)
- دانييل أولبريشكي على موقع قاعدة بيانات الفيلم (الإنجليزية)
- دانييل أولبريشكي على موقع كينوبويسك (الروسية)